# Lo esencial de Yuridia
Lo esencial de Yuridia es un álbum recopilatorio de la cantante mexicana Yuridia. Esta caja recopilatoria, lanzada al mercado el 1 de diciembre del año 2012, contenía tres CD y un DVD. El álbum fue certificado Oro en México.

## Información
Esta compilación contine 45 canciones, de las cuales 11 son del álbum La voz de un ángel, 9 de Habla el corazón, 7 de Entre mariposas, 5 del álbum Nada es color de rosa, 10 de Para mí, y 3 canciones en las que Yuridia había colaborado: ¿Qué nos pasó?, Nuestro amor se ha vuelto ayer y En el amor no se manda.
El DVD contiene todos sus vídeos oficiales, 10 presentaciones de su primer DVD La voz de un ángel y 10 karaokes. El disco también es conocido como Amor del Bueno en partes de Centro y Sudamérica, donde se lanzó a mediados de abril de 2013.

## Lista de canciones[2]
| Lo esencial de Yuridia (CD1) |                                    |          |  |
| N.º                          | Título                             | Duración |  |
| 1.                           | «Ya te olvidé»                     | 3:33     |  |
| 2.                           | «En su lugar»                      | 3:41     |  |
| 3.                           | «¿Qué nos pasó?» (con Reyli)       | 3:51     |  |
| 4.                           | «Como yo nadie te ha amado»        | 4:41     |  |
| 5.                           | «Todo lo que hago, lo hago por ti» | 4:02     |  |
| 6.                           | «Me olvidarás»                     | 4:14     |  |
| 7.                           | «Si no te hubieras ido»            | 4:20     |  |
| 8.                           | «Estar junto a ti»                 | 4:25     |  |
| 9.                           | «Enamorada y herida»               | 3:45     |  |
| 10.                          | «Se me va la vida»                 | 3:38     |  |
| 11.                          | «Más de lo que pido»               | 3:25     |  |
| 12.                          | «Déjame volver contigo»            | 3:55     |  |
| 13.                          | «Noche de copas»                   | 3:09     |  |
| 14.                          | «Contigo»                          | 3:40     |  |
| 15.                          | «Lo siento, mi amor»               | 4:00     |  |

| Lo esencial de Yuridia (CD2) |                                                   |          |  |
| N.º                          | Título                                            | Duración |  |
| 16.                          | «Ahora entendí»                                   | 3:41     |  |
| 17.                          | «Lo que son las cosas»                            | 3:56     |  |
| 18.                          | «Eclipse total del amor» (con Patricio Borghetti) | 5:24     |  |
| 19.                          | «Habla el corazón»                                | 4:53     |  |
| 20.                          | «Señora»                                          | 3:43     |  |
| 21.                          | «Otro día más sin verte»                          | 4:19     |  |
| 22.                          | «Quererte a ti»                                   | 3:44     |  |
| 23.                          | «Con solo una mirada»                             | 3:47     |  |
| 24.                          | «Yo por él»                                       | 3:35     |  |
| 25.                          | «Todas las noches» (con Sonohra)                  | 4:07     |  |
| 26.                          | «Así fue»                                         | 4:39     |  |
| 27.                          | «Regresa a mí»                                    | 4:24     |  |
| 28.                          | «Siempre te amaré»                                | 3:54     |  |
| 29.                          | «Pienso en ti»                                    | 3:53     |  |
| 30.                          | «Enamorada»                                       | 4:35     |  |

| Lo esencial de Yuridia (CD3) |                                                        |          |  |
| N.º                          | Título                                                 | Duración |  |
| 31.                          | «Ángel»                                                | 4:13     |  |
| 32.                          | «Irremediable»                                         | 3:53     |  |
| 33.                          | «Nuestro amor se ha vuelto ayer» (con Víctor Manuelle) | 3:58     |  |
| 34.                          | «No me preguntes más»                                  | 3:04     |  |
| 35.                          | «Maldita primavera»                                    | 4:32     |  |
| 36.                          | «Detrás de mi ventana»                                 | 5:19     |  |
| 37.                          | «El hombre del piano»                                  | 3:53     |  |
| 38.                          | «Como yo te amo»                                       | 3:32     |  |
| 39.                          | «Sobreviviré»                                          | 3:07     |  |
| 40.                          | «Si quieres verme llorar»                              | 3:38     |  |
| 41.                          | «En el amor no se manda» (con Carlos Rivera)           | 3:45     |  |
| 42.                          | «A dónde va el amor»                                   | 3:23     |  |
| 43.                          | «La muerte del palomo»                                 | 3:22     |  |
| 44.                          | «Peligro»                                              | 3:32     |  |
| 45.                          | «Ganas de Volar»                                       | 3:32     |  |

## Listas y posiciones
| Listas anuales                  | Posición máxima |
| ------------------------------- | --------------- |
| AMPROFON Top General Anual 2013 | 49              |

## Certificaciones
| País   | Organismo certificador | Certificación | Ventas | Ref.  |
| ------ | ---------------------- | ------------- | ------ | ----- |
| México | AMPROFON               | Oro           | 30,000 | [ 4 ] |